# 龍德苑

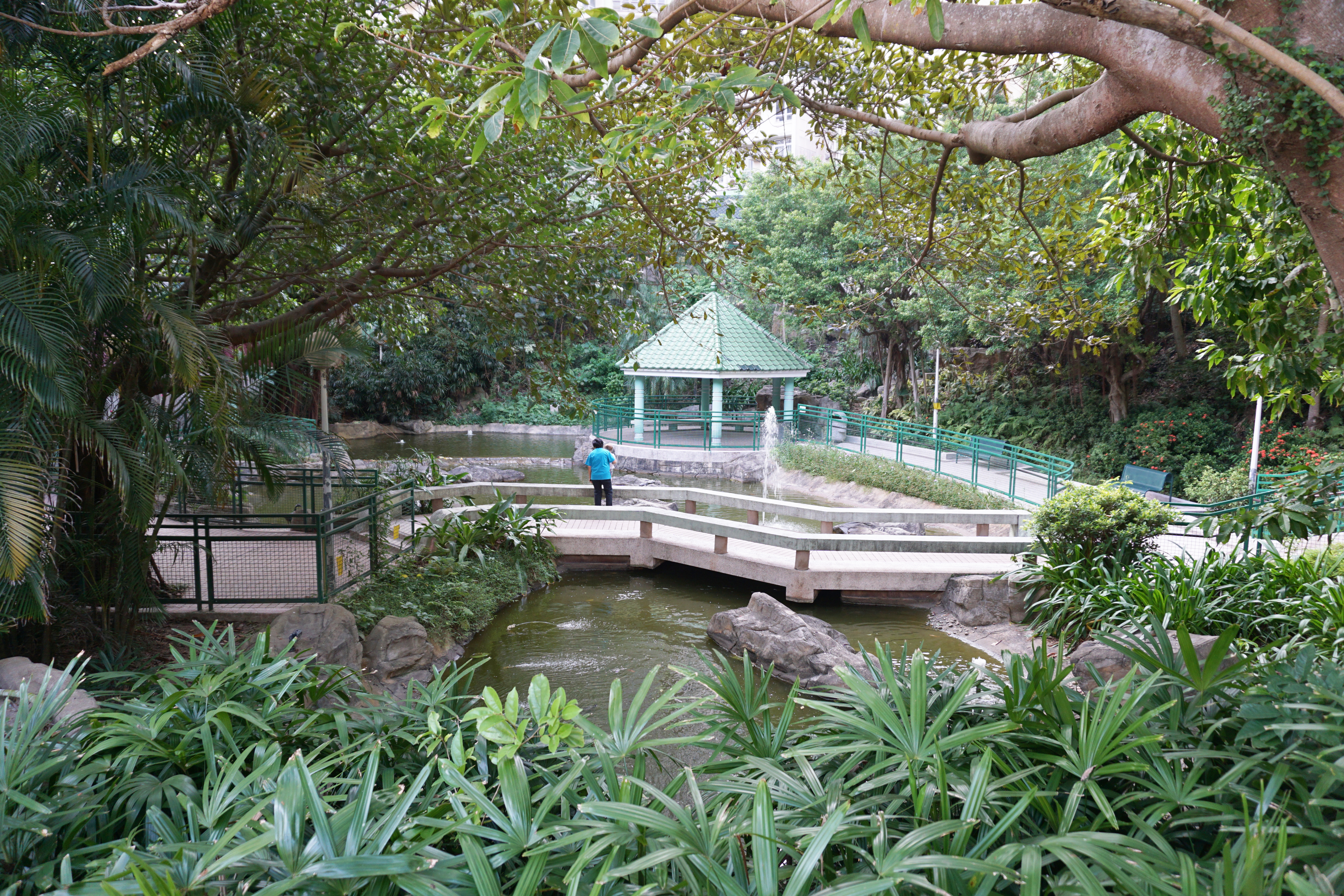
水池及涼亭

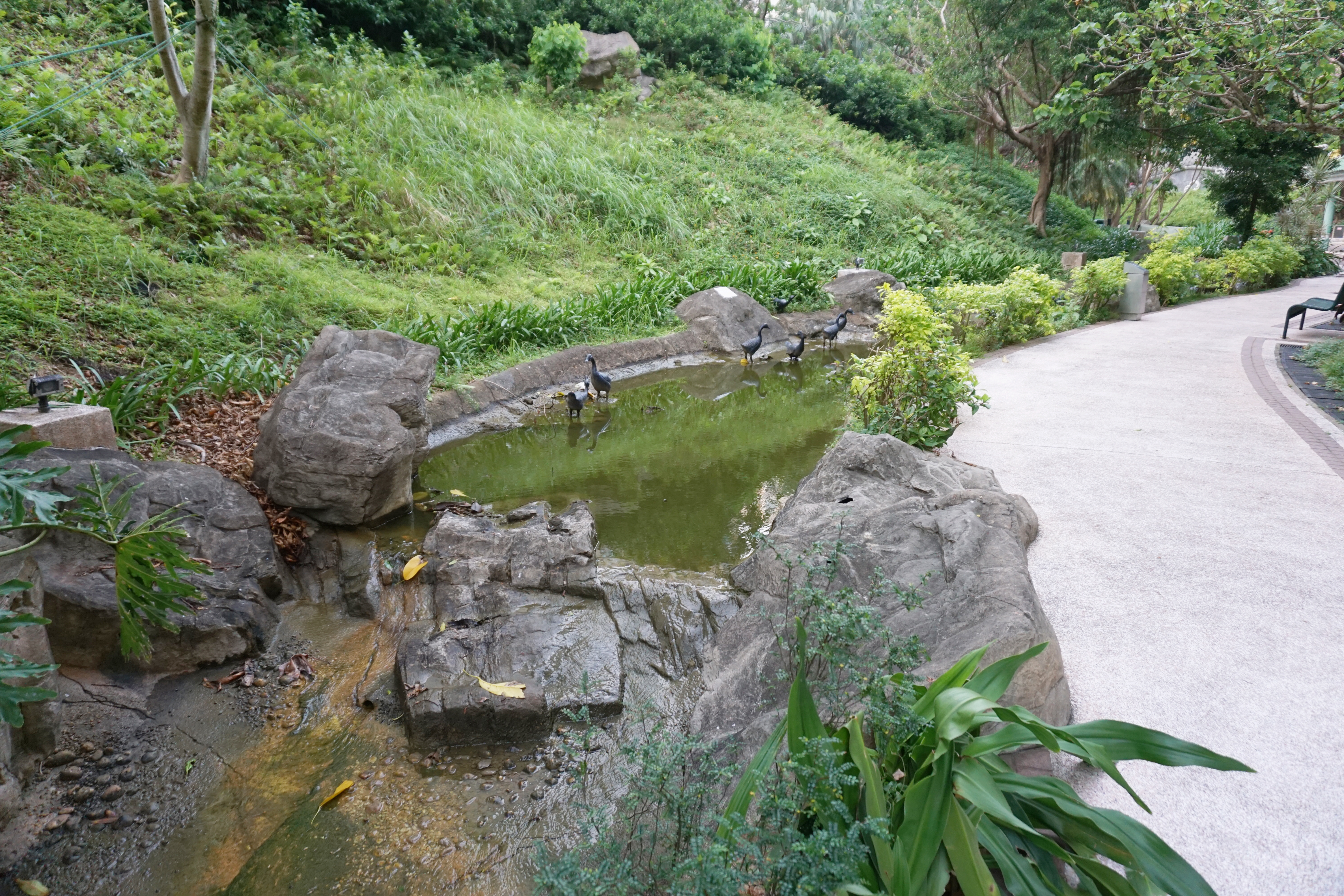
小溪、鴨雕像及緩跑徑

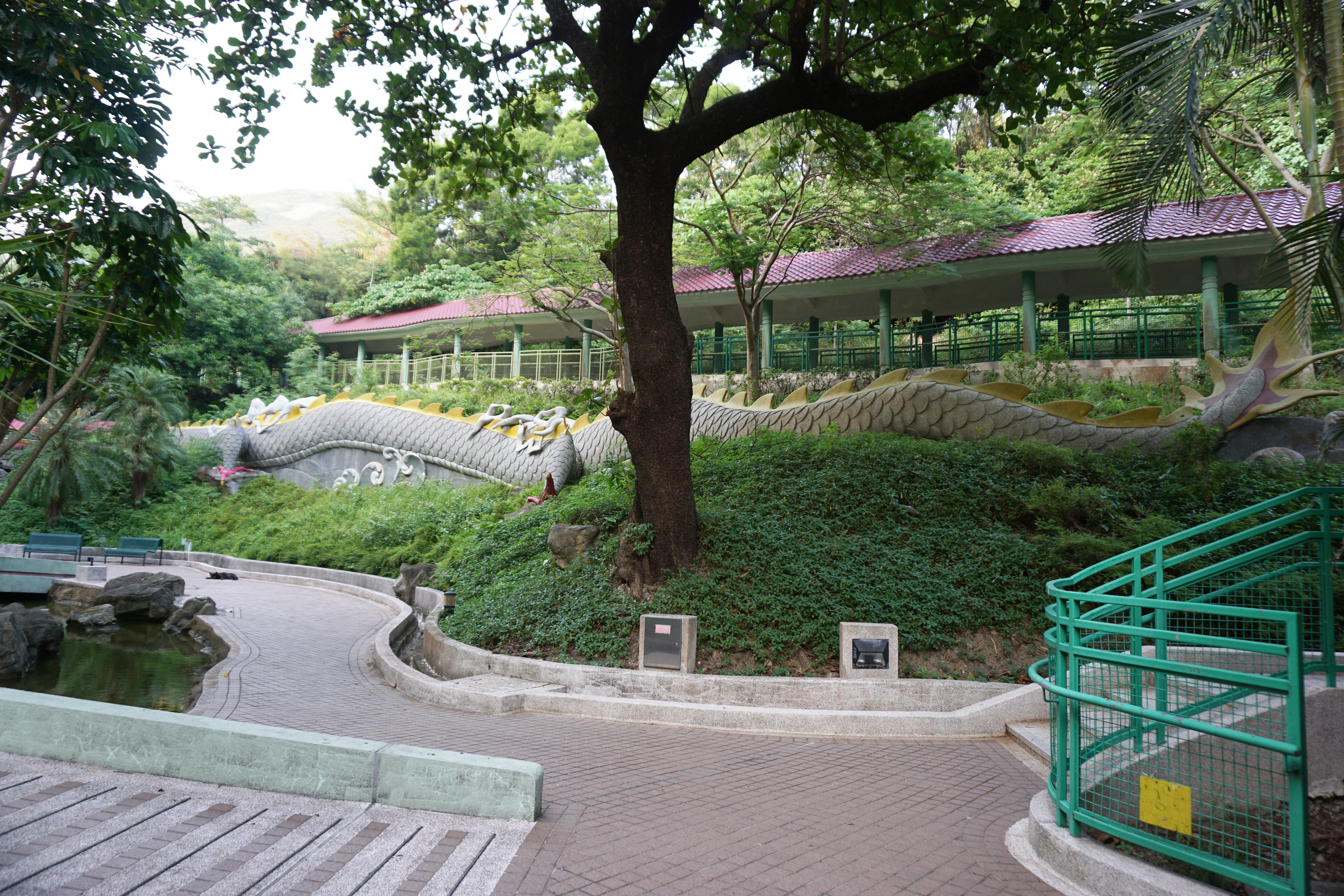
龍雕像及有蓋行人通道

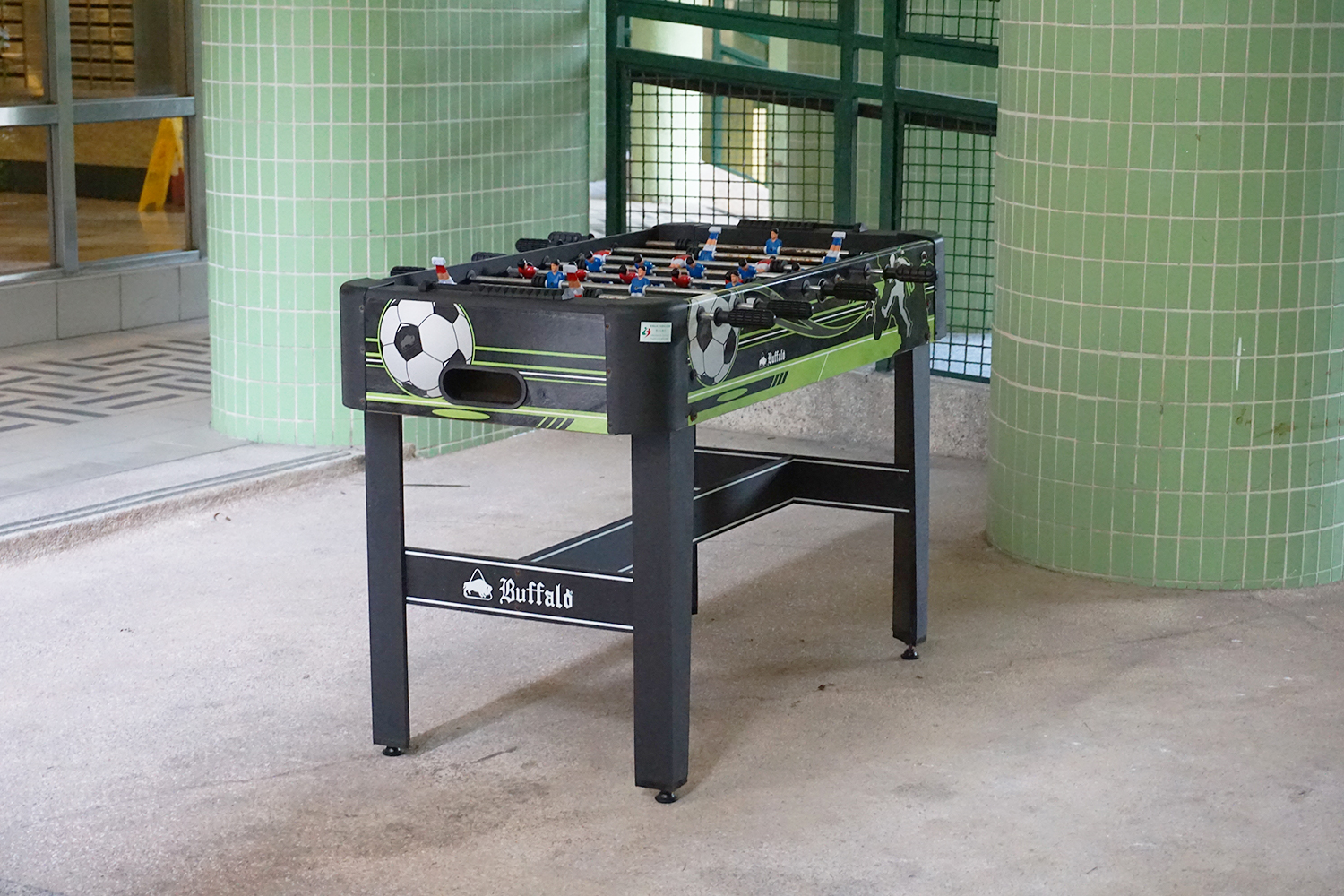
居屋罕見的足球機

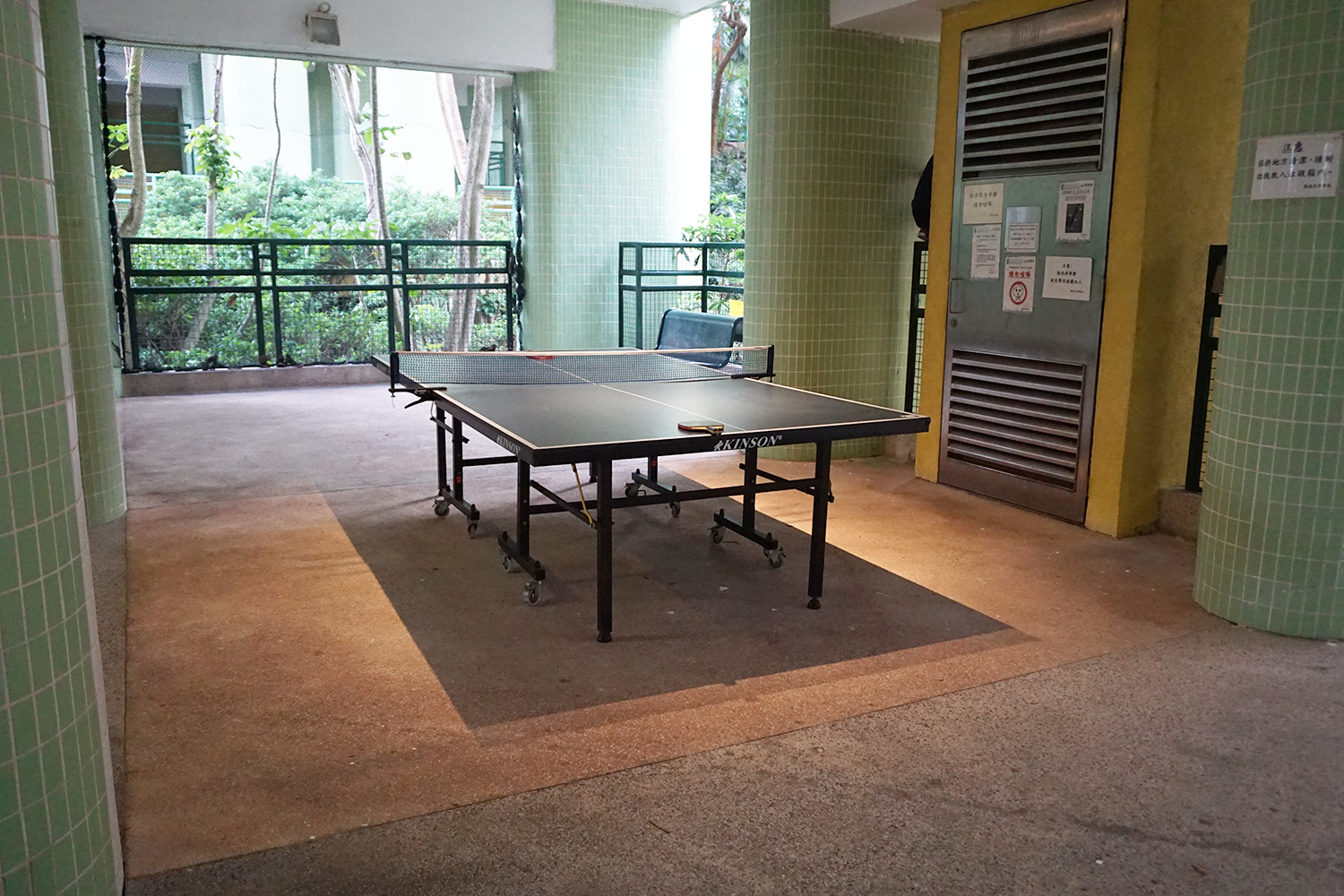
乒乓球枱

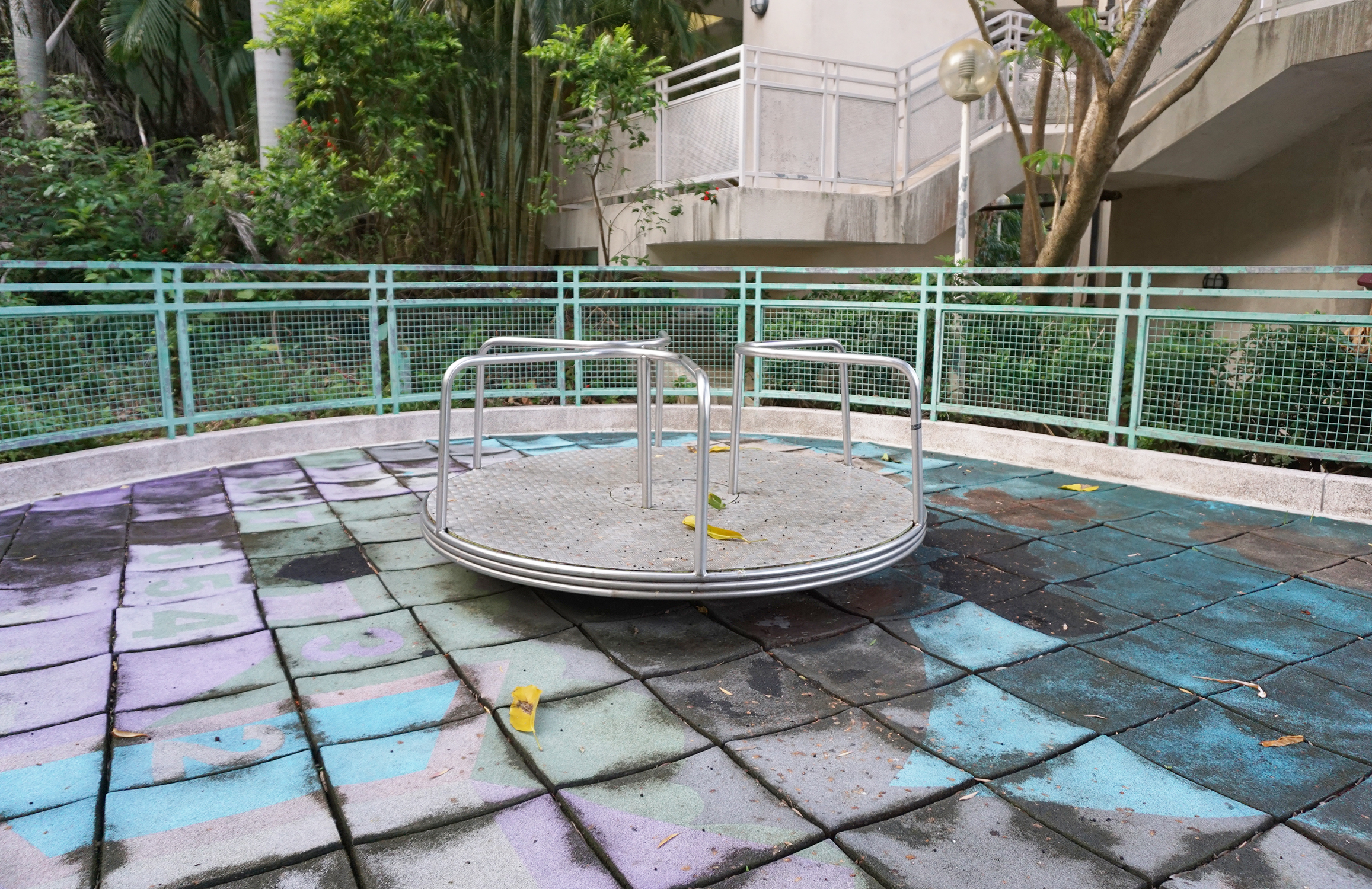
氹氹轉

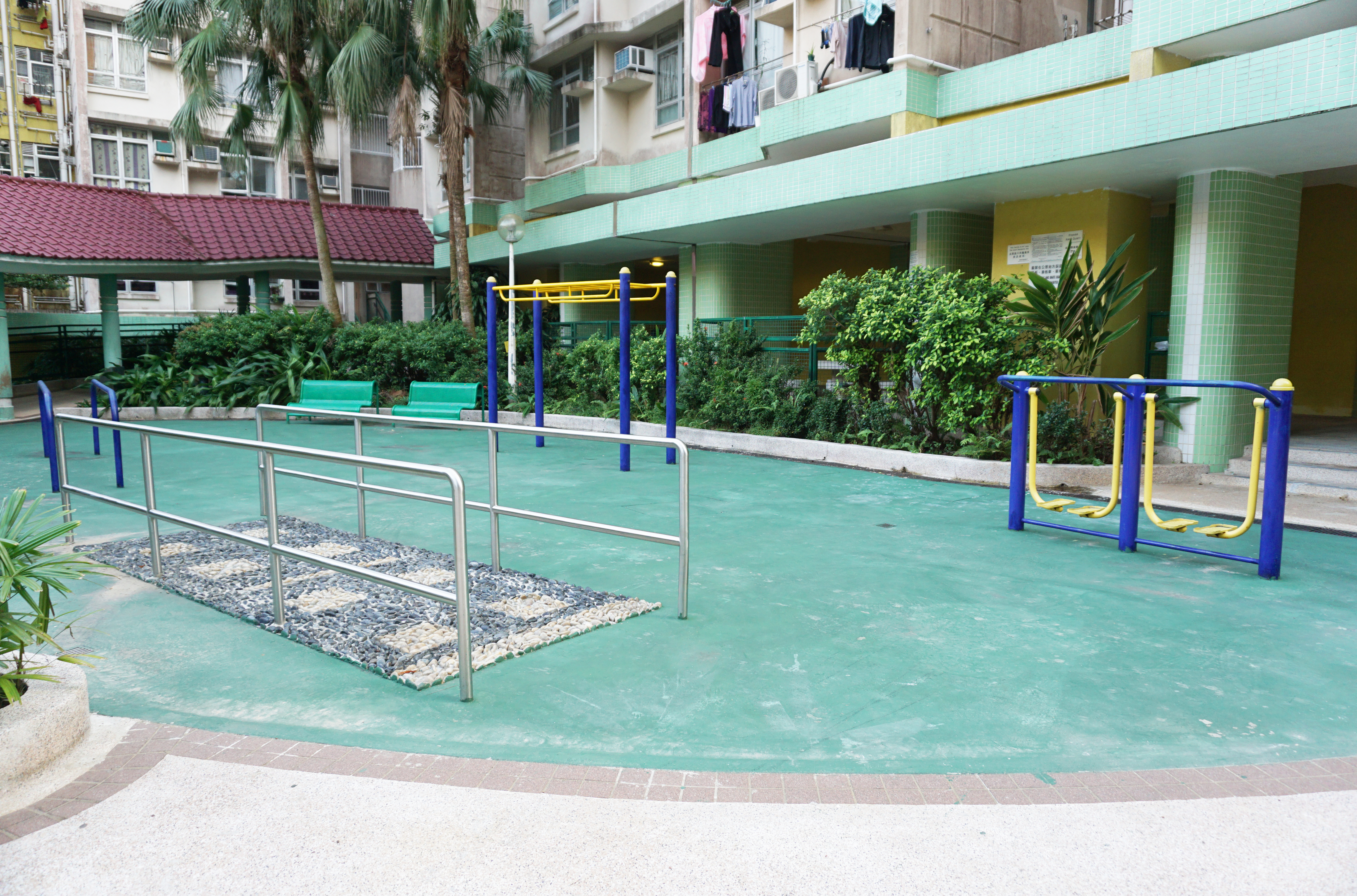
健體區及卵石路步行徑

龍德苑（英語：Lung Tak Court）是一個位于香港港島南區豪宅地段赤柱和馬坑中間的低密度居者有其屋屋苑，共有四座樓宇，在2000年落成。

## 簡介
該屋苑座落港島南區環角道52號，依山傍海，與高尚住宅為鄰，從屋苑步行可抵達附近的赤柱海濱長廊、赤柱馬坑公園和赤柱廣場，而且差餉租值比較高，故此二手住宅特別受外籍人士及外區買家購買作自住和出租用途。

### 獎項
該屋苑斜坡的保留了大量原有的樹木及大型石塊；以龍為主題的護土牆，更是富創意的設計，因此奪得土木工程署2004年「最佳斜坡美化獎」冠軍。

## 屋苑資料

### 樓宇
該屋苑採用了香港罕有的鄉村式和諧型設計，每座樓高4至10層，提供開放式單位（不設房間間隔）至原則三房連雙洗手間間隔設計，每個標準層有30-34個單位，部份座數附設地下一層及地面樓層住宅單位，每座屋頂用了金字頂和瓦片裝飾，設計非常少見和特別。
| 樓宇名稱（座數） | 樓宇類型                | 落成年份 | 層數 | 每層伙數                                                         | 每座單位總數（伙） |              | 承建商   | 提供升降機的廠商 |
| ---------------- | ----------------------- | -------- | ---- | ---------------------------------------------------------------- | ------------------ | ------------ | -------- | ---------------- |
| 晉德閣 （A座）   | 鄉村式和諧型 （第三代） | 2000年   | 12   | 30（1-7樓） 22（8樓） 13（9樓） 9（10樓） 18（地下） 14（LG1樓） | 286                | 房屋署建築師 | 有利建築 | 日立             |
| 承德閣 （B座）   | 鄉村式和諧型 （第三代） | 2000年   | 10   | 34（1-6樓） 25（7-8樓） 10（地下，9樓）                          | 274                | 房屋署建築師 | 有利建築 | 日立             |
| 至德閣 （C座）   | 鄉村式和諧型 （第三代） | 2000年   | 9    | 30（2-5樓） 20（1樓，8樓） 25（6-7樓） 10（9樓）                 | 220                | 房屋署建築師 | 有利建築 | 日立             |
| 怡德閣 （D座）   | 鄉村式和諧型 （第三代） | 2000年   | 8    | 34（2-4樓） 29（1樓，5-6樓） 10（7樓） 5 (（地下）               | 204                | 房屋署建築師 | 有利建築 | 日立             |

### 商業及康樂設施
該屋苑範圍設有兒童游樂場和長者健身設施，旁邊有由領展管理的赤柱廣場及美利樓，設有大型高級超市3hreeSixty主力方便龍德苑住客購買外地進口食品，亦有麥當勞餐廳、大家樂、稻香集團營運的酒樓和一衆高檔西餐餐廳，平民和高級餐飲共融。赤柱卜公碼頭及鄰近的赤柱馬坑公園屬馬坑邨範圍，並由房委會馬坑邨管理處負責維修保養工作，業主不需要出費一分一毫維修這些公用設施。此外，住客通常會乘搭城巴73線前往數碼港商場内的Mcl數碼港或城巴14線到太古城中心Movie Movie欣賞電影。

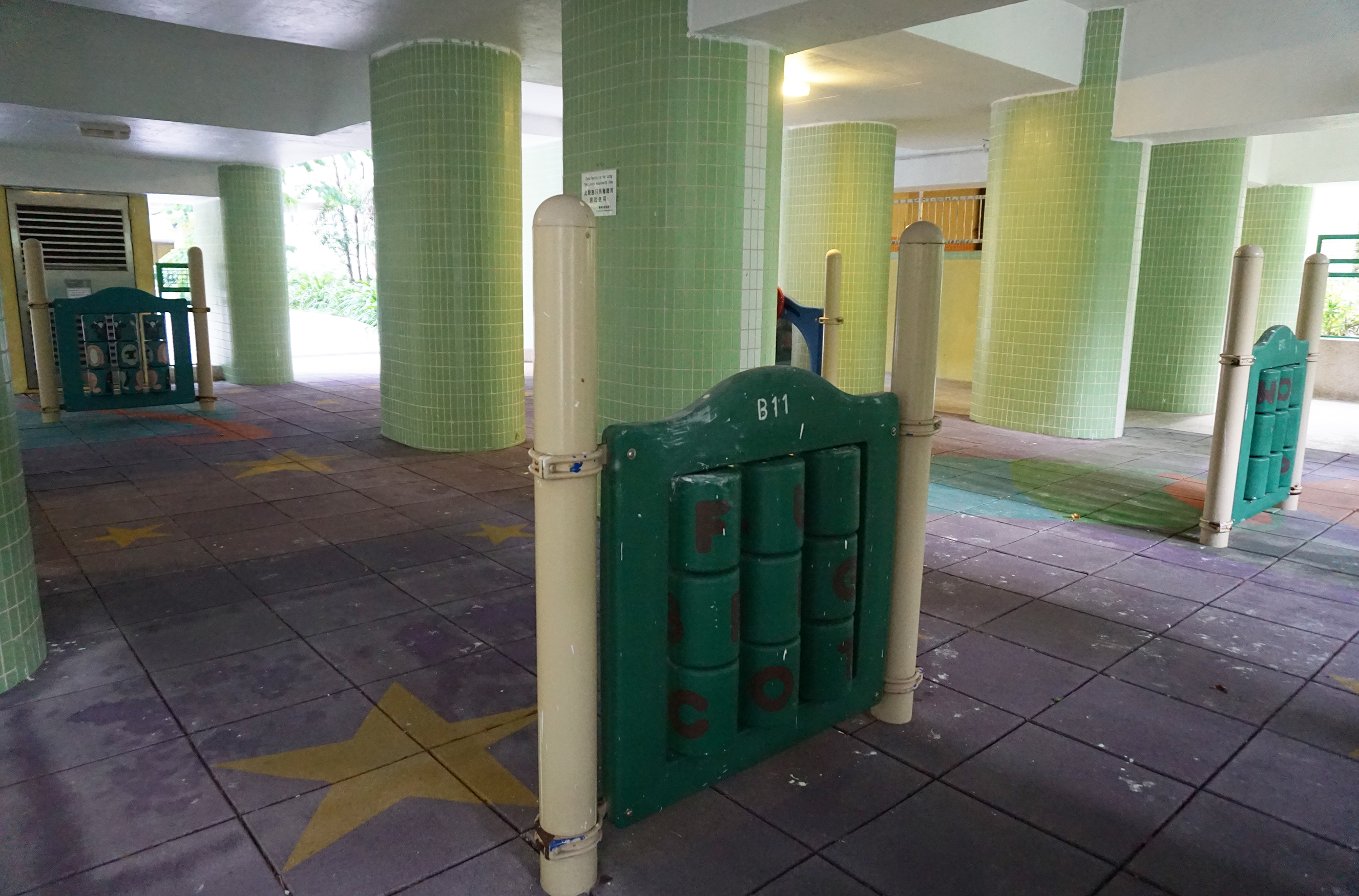
賓果遊戲
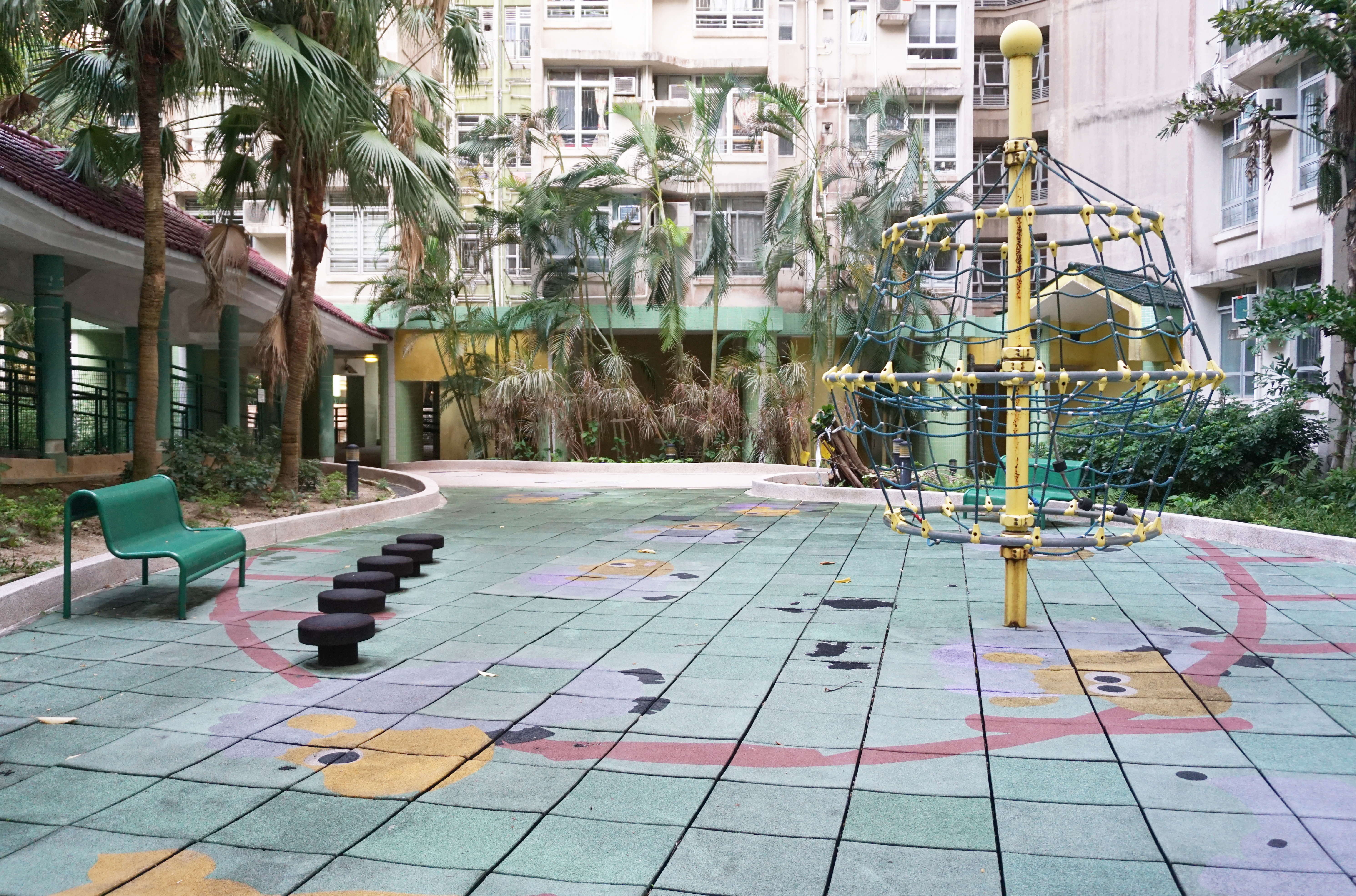
攀爬繩網
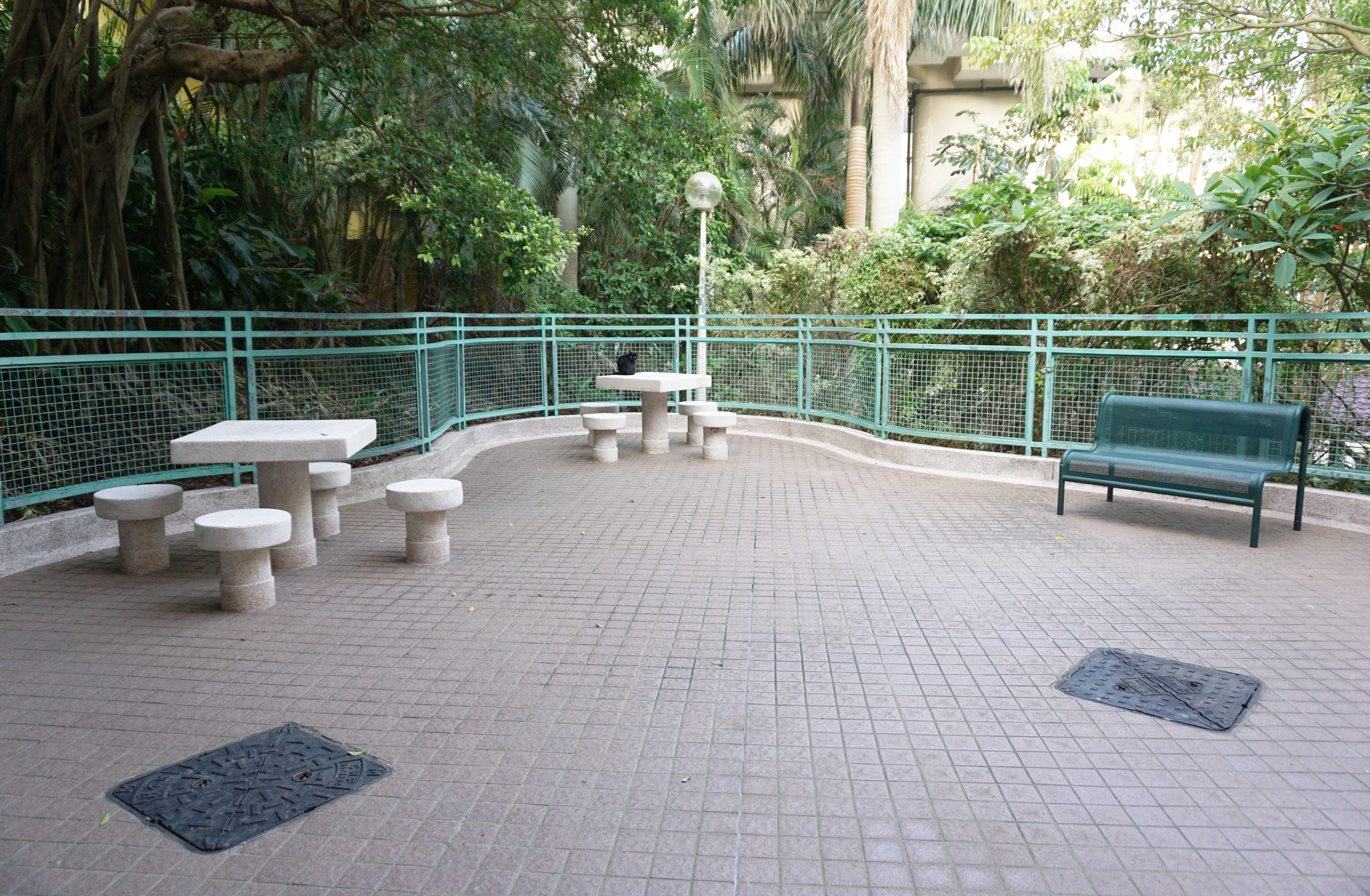
棋藝區

## 教育

### 幼稚園
- 聖公會聖彼得堂幼稚園（赤柱分校） （页面存档备份，存于）（1994年創辦）（位於馬坑邨健馬樓地下）
- 蒙特梭利國際學校 （页面存档备份，存于）（2003年創辦）（位於龍德苑旁）

### 國際學校
- 蒙特梭利國際學校 （页面存档备份，存于）（2003年創辦）（位於龍德苑旁）

### 小學

#### 已停辦
- 香港鄭氏宗親總會鄭則耀學校：校舍已改為蒙特梭利國際學校。

## 交通
交通成熟及方便，來往核心區中環、金鐘、灣仔更提供有多達4條巴士路綫，亦有不同交通路綫來往港島數碼港，香港仔，銅鑼灣，北角，西灣河，筲箕灣，柴灣以及九龍尖沙嘴。在南港島綫通車后，住戶更可以乘搭小巴和巴士于黃竹坑新圍下車往海洋公園站轉乘港鐵，免受以往香港仔隧道塞車之苦。

## 鄰近設施
- 赤柱馬坑公園
- 赤柱卜公碼頭
- 赤柱市政大樓
- 赤柱公共圖書館
- 赤柱市集
- 赤柱正灘